# Jutrogost
Jutrogost – staropolskie imię męskie, zrekonstruowane na podstawie nazwy wsi Witrogoszcz. W dawnych zapisach także Jutrogoszcz, złożone z członów Jutro- ("świt, ranek, jutro") -gost ("goście", "gościć").
Jutrogost imieniny obchodzi 22 stycznia.